# Morro Alto
Der Morro Alto („Hoher Hügel“) ist der höchste Berg der Azoren-Insel Flores. Er liegt im Kreis Santa Cruz das Flores.
Der Berg ist wie die gesamte Insel vulkanischen Ursprungs. Auf seinem Gipfel befindet sich seit 1986 ein Antennenmast. Benachbarte Berge sind der Pico do Burrinha (886 m) und der Pico dos Sete Pés (849 m).
Der Morro Alto liegt im Ramsar-Gebiet Nr. 1806 Planalto Central das Flores (Morro Alto) und im Natura-2000-Gebiet PTFLO0002 Zona Central – Morro Alto – Ilha das Flores.